# 中国足球甲级联赛预备队联赛
中国足球甲级联赛预备队联赛，是由中国足协组织和管理的一项全国性职业足球俱乐部预备队赛事，由国内中甲级别的足球职业俱乐部的预备队参加。创办于2012年，实行南北分区赛制。